# Вишневе (Шепетівський район)
Вишне́ве — село в Україні, у Ленковецькій сільській територіальній громаді Шепетівського району Хмельницької області. Населення становить 472 особи.
Колишня назва: Хутери (Сульжинські Хутори).

## Історія
7 (20) листопада 1917 року, відповідно до Третього Універсалу Української Центральної Ради, увійшло до складу Української Народної Республіки.

## Населення

### Мова
Розподіл населення за рідною мовою за даними перепису 2001 року:
| Мова            | Кількість | Відсоток |
| --------------- | --------- | -------- |
| українська      | 465       | 98.52%   |
| російська       | 6         | 1.27%    |
| інші/не вказали | 1         | 0.21%    |
| Усього          | 472       | 100%     |

## Географія
Село розташоване на правому березі річки Хомора.

## Галерея

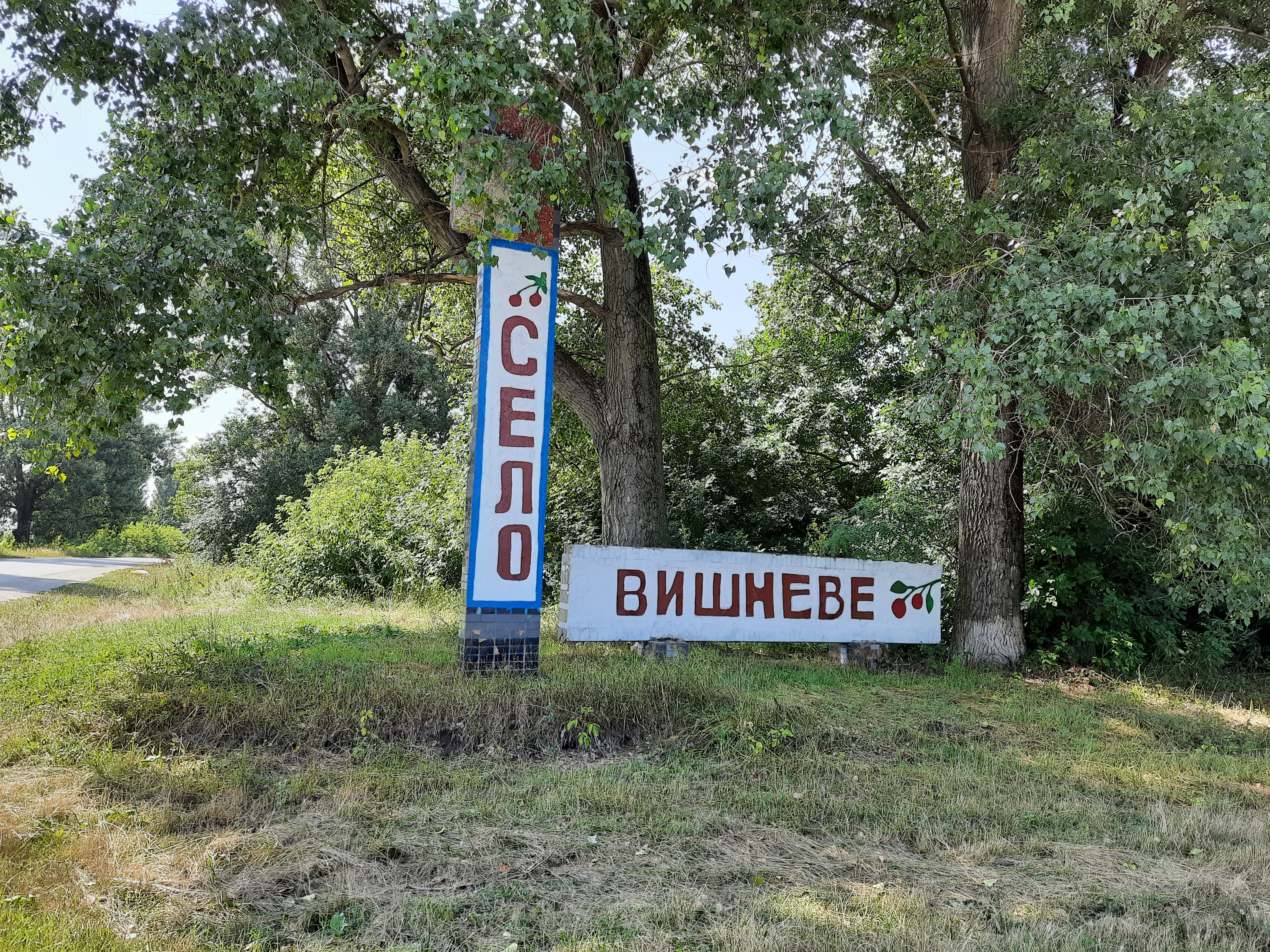
В'їзд у село
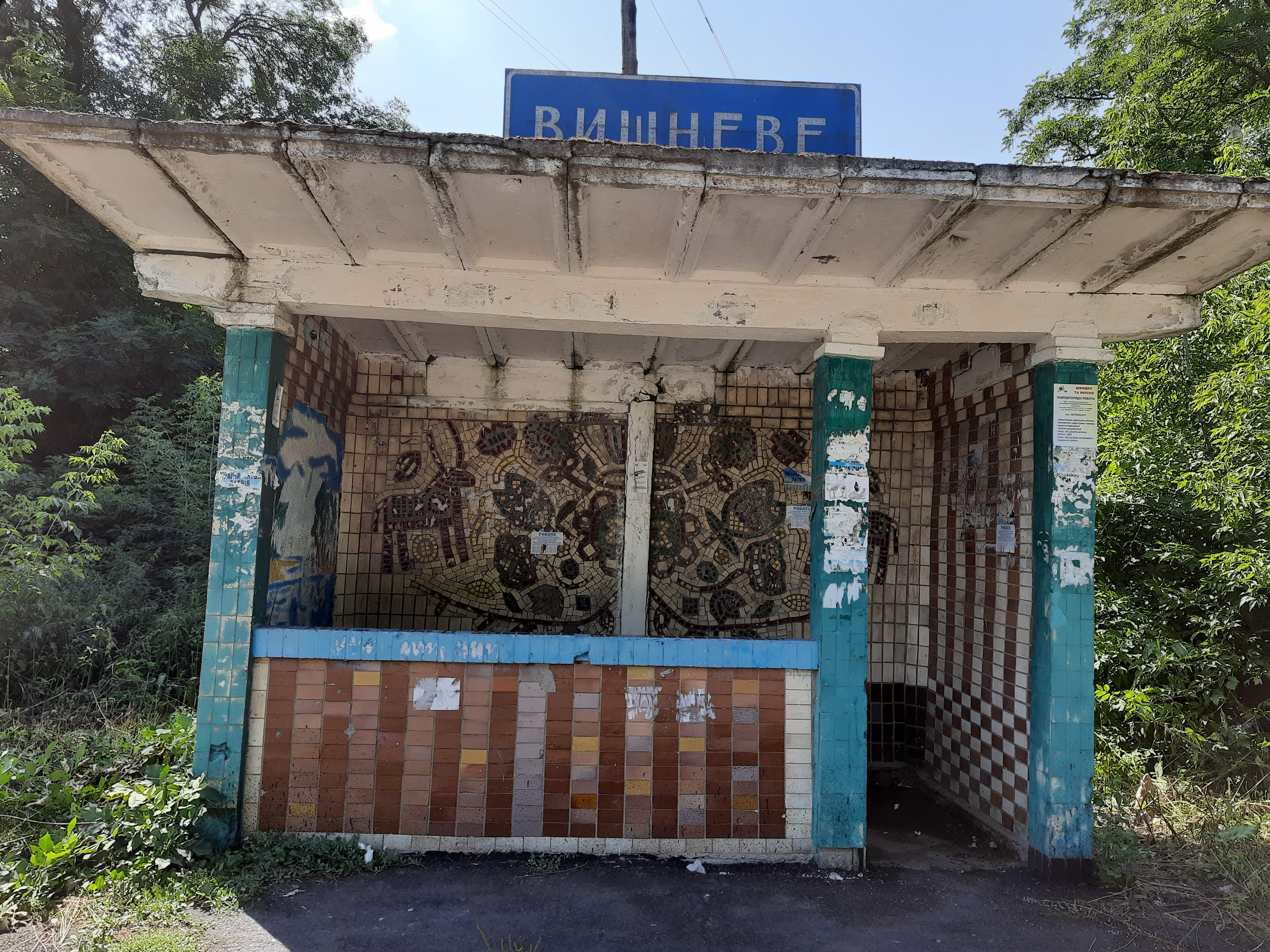
Автобусна зупинка біля села